# Haddam (Kansas)
Haddam è una città degli Stati Uniti d'America della contea di Washington nello Stato del Kansas.